# Eleição municipal de Salvador em 2008
A eleição municipal da cidade brasileira de Salvador em 2008 determinou os ocupantes dos cargos eletivos de prefeito, vice-prefeito e os 41 vereadores da Câmara Municipal durante os quatro anos seguintes. A votação para a administração do município brasileiro de Salvador ocorreu no dia 5 de outubro de 2008. Como o candidato a cargo majoritário não alcançou a maioria absoluta dos votos válidos, houve um novo escrutínio no dia 26 de outubro de 2008. O prefeito e o vice-prefeito eleitos assumiram os cargos no dia 1 de janeiro de 2009 e seus mandatos terminaram em  31 de dezembro de 2012.
A TV Bahia, a Rádio Sociedade da Bahia, a Band Bahia, TV Aratu, a TV Itapoan e a TVE Bahia realizaram debates no rádio e na televisão.
Houve um uso constante da imagem do presidente Luiz Inácio Lula da Silva por parte dos candidatos Pinheiro e João Henrique. Mas o presidente não formalizou apoio a nenhum dos dois na campanha em Salvador.

## Eleição majoritária

### Candidaturas
|  | N.º | Candidato(a) a prefeito | Candidato(a) a prefeito                                          | Candidato(a) a vice-prefeito | Candidato(a) a vice-prefeito                   | Coligação | Duração da propaganda eleitoral |
|  | --- | ----------------------- | ---------------------------------------------------------------- | ---------------------------- | ---------------------------------------------- | --- | ------------------------------- |
|  | 25  |                         | ACM Neto (DEM) Antonio Carlos Peixoto de Magalhães Neto          |                              | Márcio Marinho (PR) Márcio Carlos Marinho      | A voz do povo - Partido Trabalhista Nacional (PTN) | 5min42s                         |
|  | 45  |                         | Antônio Imbassahy (PSDB) Antônio José Imbassahy da Silva         |                              | Miguel Kertzman (PPS) Miguel Kertezman         | Para melhorar Salvador - Partido da Social Democracia Brasileira (PSDB) - Partido Popular Socialista (PPS)                                                         | 5min26s                         |
|  | 50  |                         | Hilton Coelho (PSOL) Hilton Barros Coelho                        |                              | Lucas Ribeiro (PSTU) Lucas Ribeiro Scaldaferri | Frente de esquerda socialista - Partido Socialismo e Liberdade (PSOL) - Partido Socialista dos Trabalhadores Unificado (PSTU) - Partido Comunista Brasileiro (PCB) | 2min07s                         |
|  | 15  |                         | João Henrique Carneiro (PMDB) João Henrique de Barradas Carneiro |                              | Edvaldo Brito (PTB) Edvaldo Pereira de Brito   | A força do Brasil em Salvador - Partido Renovador Trabalhista Brasileiro (PRTB)                                                                                    | 9min27s (1º T) 10min (2º T)     |
|  | 13  |                         | Walter Pinheiro (PT) Walter de Freitas Pinheiro                  |                              | Lídice da Mata (PSB) Lídice da Mata e Sousa    | Salvador, Bahia, Brasil - Partido dos Trabalhadores (PT) - Partido Socialista Brasileiro (PSB) - Partido Comunista do Brasil (PCdoB) - Partido Verde (PV)          | 7min18s (1º T) 10min (2º T)     |

João Henrique teve apoio no segundo turno de ACM Neto (candidato derrotado no primeiro turno e levando consigo o legado de Antônio Carlos Magalhães) e do ministro da integração nacional Geddel Vieira Lima.

## Resultados da  eleição
| Candidato(a)             | Vice                    | 1º Turno 5 de outubro de 2008 | 1º Turno 5 de outubro de 2008 | 2º Turno 26 de outubro de 2008 | 2º Turno 26 de outubro de 2008 |
| Candidato(a)             | Vice                    | Votação                       | Votação                       | Votação                        | Votação                        |
| Candidato(a)             | Vice                    | Total                         | Porcentagem                   | Total                          | Porcentagem                    |
| ------------------------ | ----------------------- | ----------------------------- | ----------------------------- | ------------------------------ | ------------------------------ |
| João Henrique (PMDB)     | Edvaldo Brito (PTB)     | 402.684                       | 30,97%                        | 753.487                        | 58,46%                         |
| Walter Pinheiro (PT)     | Lídice da Mata (PSB)    | 390.933                       | 30,06%                        | 535.492                        | 41,54%                         |
| ACM Neto (DEM)           | Márcio Marinho (PR)     | 346.881                       | 26,68%                        | Não participaram               | Não participaram               |
| Antônio Imbassahy (PSDB) | Miguel Kertzman (PPS)   | 108.660                       | 8,36%                         | Não participaram               | Não participaram               |
| Hilton Coelho (PSOL)     | Lucas Ribeiro (PSTU)    | 51.196                        | 3,94%                         | Não participaram               | Não participaram               |
| Total de votos válidos   | Total de votos válidos  | 1.300.354                     | 100,00%                       | 1.288.979                      | 100,00%                        |
| Votos apurados           |                         |                               |                               |                                |                                |
| Votos válidos            | Votos válidos           | 1.300.354                     | 89,56%                        | 1.288.979                      | 91,91%                         |
| Votos em branco          | Votos em branco         | 52.728                        | 3,63%                         | 35.263                         | 2,51%                          |
| Votos nulos              | Votos nulos             | 98.909                        | 6,81%                         | 78.231                         | 5,58%                          |
| Total de votos apurados  | Total de votos apurados | 1.451.991                     | 100,00%                       | 1.402.473                      | 100,00%                        |
| Eleitores                |                         |                               |                               |                                |                                |
| Comparecimento           | Comparecimento          | 1.451.991                     | 83,10%                        | 1.402.473                      | 80,27%                         |
| Abstenções               | Abstenções              | 295.287                       | 16,90%                        | 344.805                        | 19,73%                         |
| Total de eleitores       | Total de eleitores      | 1.747.278                     | 100,00%                       | 1.747.278                      | 100,00%                        |
| Total de seções: 4.209   |                         |                               |                               |                                |                                |